# Draba sekiyana
Draba sekiyana är en korsblommig växtart som beskrevs av Jisaburo Ohwi. Draba sekiyana ingår i släktet drabor, och familjen korsblommiga växter. Inga underarter finns listade i Catalogue of Life.